# 全て奪ってやる!
『全て奪ってやる! 』（すべてうばってやる）は、Waffleより2005年10月14日に発売されたアダルトゲーム。
本作は「恋愛とは何か」というテーマを突き詰めたアダルトゲームであり、近親相姦の要素もある。
また、『エレベーターパニック 〜密室の淫行〜』同様、本作も二部構成となっている。

## あらすじ

### 関係再構築編
主人公・一条 隆也は、母・敦子の再婚により、家族の中で男としての立場を継父・辰夫に奪われたと感じる。
さらに、辰夫の連れ子である芹奈は隆也に対して横柄な態度をとるため、隆也は彼女に対しても憎しみを募らせる。
ある日、隆也は敦子と辰夫が性交している場面を目撃し、辰夫への憎しみが頂点に達する。
辰夫が10日間の出張に出かけている間、隆也は母と妹を犯すという形で奪い返すことにした。

### 望んだ生活編
隆也は母と妹と肉体関係を結ぶことに成功し、肉欲の限りを尽くす。

## 登場人物
一条 隆也（いちじょう たかや）
本作の主人公。
一条 敦子（いちじょう あつこ）
声：紫苑みやび
隆也と木葉の生母で、夫亡き後、隆也と木葉を女手一つで育ててきた。今後の生活のこともあり、辰夫と再婚するも、辰夫と隆也の間に溝ができてしまい、後悔している。
穏やかながらもしっかりしているが、気を抜くと本来の甘えたがりな性質が見えてしまう。
一条 木葉（いちじょう このは）
声：西田こむぎ
隆也の実妹で、実兄に恋心を抱いている。
一条 芹奈（いちじょう せりな）
声：彩世ゆう
辰夫の連れ子で、隆也と木葉の義姉にあたる。
隆也からは横柄な態度を理由に嫌われているが、芹奈からしてみれば新しくできた可愛い弟をついいじめてしまう程度のものである。強情ながらも献身的な一面を持つ。
一条 辰夫（いちじょう たつお）
敦子の新しい夫。
天城 ルイ（あまぎ るい）
声：桜未央
隆也のいとこにして同級生で、隆也からしてみればもう一人の妹分である。明るく元気だが、好きな人の言いなりになってしまう一面を持っている。